# قذف مبكر
القذف المبكر أو الدفق المُبَتْسَر أو سرعة القذف (بالإنجليزية: Premature ejaculation) هو مشكلة جنسية شائعة لدى الرجال إذ يصيب 30% إلى 40% من الرجال، وهو يعني انعدام الرقابة الطوعية على عملية القذف. معظم الرجال الذين يعانون من مشكلة القذف المبكر في الأساس طبيعيين جدًّا، والمشكلة لديهم هي عدم التحكم في وقت القذف. ويكون أيضًا بسبب ممارسة العادة السرية.

## في اللغة
ورد في معجم المرأة: الزِّهْلِقِيّ من الرجال الذي إذا أراد امرأة أنزل قبل أن يمسها، وهو الزُّمِلِّق.

## أسبابه
عند استثارة مستقبلات اللمس العصبية بالقضيب ترسل إشارات بأعصاب القضيب لمراكز القذف بالمنطقة العصعصية بالحبل الشوكي الذي يرسل بدوره إشارات للعقد العصبية الودية التي ترسل إشارات عصبية للوعاء الناقل والحوصلة المنوية والبروستات لإخراج السائل المنوي إلى قناة مجرى البول الخلفية. زيادة الضغط داخل قناة مجرى البول الخلفية نتيجة دخول السائل المنوى يرسل إشارات عصبية للحبل الشوكى تؤدى لانقباض العضلات الموجودة حول بداية القضيب وحدوث القذف. ويتعرض رد الفعل هذا لإحباط مستمر لمركز القذف في المخ ويعتمد هذا الإحباط على انطلاق مادة السريتونين التي تثبط القذف. يرجع الطب الحديث سرعة القذف لنقص في مادة السريتونين في مراكز القذف بالمخيخ أو خلل في المستقبلات العصبية المعتمدة على هذة المادة مما يؤدى لتدنى مستوى الاستثارة لهذة المستقبلات العصبية.
تنقسم أسباب سرعة القذف إلى مجموعتين:

### الأسباب العضوية
- إصابات الحبل الشوكي التي تحدث إثارة مستمرة لمركز القذف كالأورام والأكياس الدموية وتهتكات الألياف العصبية غير الكاملة
- مرض التصلب المتعدد بالحبل الشوكي D. S
- التهابات الأعصاب الطرفية في مراحلها الأولى قبل أن تصاب بالضمور وقد تحدث هذه الالتهابات مع مرض السكر والإفراط في تعاطي الكحوليات أو التعرض لبعض المعادن الثقيلة كالرصاص والزئبق
- الاحتقان الدائم بالحوض والذي ينشأ عن التهاب البروستاتا والحوصلة المنوية المزمن أو التهاب قناة مجرى البول الخلفية
- استخدام المنشطات العصبية لفترات طويلة كما يحدث في حالة استخدام حبوب التخسيس وإنقاص الوزن التي تحتوى على مادة أمفيتامين
- كما لوحظ أن فترة النقاهة من أدوية الإدمان تكون مصحوبة بسرعة القذف حتى يستقر الجهاز العصبي ويتخلص تماماً من تأثير الإدمان فتختفي سرعة القذف.
- بعض العوامل الوراثية قد تؤدي الي سرعة القذف.
- ضعف الانتصاب يؤدي أيضا الي القذف المبكر.

### الأسباب النفسية
- التوتر الخاص بالأداء الجنسي الذي ينشأ من الخوف من القذف السريع أو الخوف من فقد الانتصاب
- تكرار التجارب الجنسية قبل الزواج في ظروف غير آمنة مع ما يصاحبها من خوف وقلق يدفع المخ إلى التخلص من هذه المواقف عن طريق الإسراع بإنهاء العملية الجنسية بالقذف، وهنا تتولد لدى المخ صورة من التكيف الإنعكاسي مع أية إثارة جنسية، ويصبح القذف السريع هو النتيجة الطبيعية في أية ممارسة جنسية مستقبلية
- نشوء الطفل في ظروف اجتماعية سيئة خاصة في وجود مشاحنات بين الأبوين مما يعطية الإحساس بعدم الأمان وهذا بدوره ينعكس علي جهازه العصبي فيجعله سريع الإثارة
- القلق والتوتر النفسي المستمر سواء لأسباب اجتماعية أو مادية أو غيرها يجعل الجهاز العصبي السمبثاوي في حالة إستنفار دائم، ولما كان القذف خاضعاً لهذا الجهاز فإنه يحدث قبل الأوان لمجرد الإثارة الجنسية
- الإحساس بالنقص أمام زوجة متسلطة مما يعطي الزوج إحساسا بعدم سيطرته على الموقف الجنسي بالتالي يهرب من هذا الموقف بأن يقذف سريعاً ومهما حاول التحكم في القذف فإن تشبع المخ واللاوعي بعدم الرضا من قبل الزوجة يعجل القذف
- عدم التوافق بين الزوجين وعدم التواصل وفقدان الدفء والمشاعر الجميلة بينهما يجعل الجنس مجرد عملية ميكانيكية لا متعة فيها وبالتالي تحدث عملية القذف السريع

ويتضح من ذلك أن سرعة القذف تعتبر مؤشراً لمدى التوافق بين الزوجين.
- الإدمان على العادة السرية: ربما لا يكون هذا السبب نفسيا ولا عضويا بالمعنى الأدق، ولكن العادة السرية تعيد ضبط جسمك وعقلك على سرعة القذف لأن الهدف الوحيد للاستمناء هو الوصول إلى النشوة بأسرع وقت.[7]
- التعرض الي التحرش الجنسي أو أذى جنسي من أي نوع آخر قد يؤدي إلى سرعة القذف.

## علاج القذف المبكر
لعلاج سرعة القذف عدة طرق:
- استخدام الادوية المناسبة للسيطرة على سرعة القذف.
- ممارسة بعض التمارين الرياضية مثل تمارين قاع الحوض
- استعمال الواقي الذكري لانه يخفض من الإحساس
- تغير وضعية الممارسة للحصول على أفضل نتيجة
- استخدام بعض الكريمات أو البخاخات الموجودة في الصيدليات وهي عبارة عن مخدر موضعي ترش على القضيب.
- تناول مضادات الاكتئاب
- العلاج النفسي بالمشاركة مع الزوجة
- التدريب علي التحكم: من أشهر طرق العلاج طريقة ماسترز وجونسون وفي هذه الطريقة تُسَاعِد الزوجة الزوج على الانتصاب، وعندما يهم بالقذف تضغط على حشفة القضيب لمدة ثلاث أو أربع ثوان، وهي مدة كافية حتى لا يحدث القذف، ويتكرر الأمر عدة مرات دون إيلاج، ثم مع الإيلاج طبقًا لتدريج منتظم يصل بعده الزوجان إلى القدرة على التحكم في القذف مدة تتراوح بين 15 – 20 دقيقة في دراسة أجراها الزوجان «ماسترز وجونسون» على 186 رجلاً مصابًا بالقذف المبكر نجحت هذه الطريقة في علاج 98% من الحالات.[بحاجة لمصدر]